# Bob ai II Giochi olimpici invernali
Ai II Giochi olimpici invernali svoltisi nel 1928 a Sankt Moritz (Svizzera) venne assegnata una sola medaglia nel bob a 4 maschile (alla gara erano ammessi anche equipaggi da 5). Le gare si svolsero sulla pista naturale Olympia Bobrun St. Moritz–Celerina, allora in una versione più corta rispetto a quella attuale, lunga 1.570 m e con un dislivello di 120 m.

## Podio
| Evento                            | Oro                                                                                 | Argento                                                                       | Bronzo                                                                       |
| Bob a quattro maschile (dettagli) | Stati Uniti II William Fiske Nion Tucker Geoffrey Mason Clifford Gray Richard Parke | Stati Uniti I Jennison Heaton David Granger Lyman Hine Thomas Doe Jay O'Brien | Germania II Hanns Kilian Valentin Krempl Hans Heß Sebastian Huber Hans Nägle |

## Medagliere
| Posizione | Paese       |   |   |   | Totale |
| --------- | ----------- | - | - | - | ------ |
| 1         | Stati Uniti | 1 | 1 | 0 | 2      |
| 2         | Germania    | 0 | 0 | 1 | 1      |
| Totale    | Totale      | 1 | 1 | 1 | 3      |